# Aguas de Quelana
Las aguas de Quelana son varias afloraciones intermitentes y estacionales de aguas que aparecen en el núcleo de la cuenca del salar de Atacama, al noroeste del poblado de Socaire. Las tres mayores se encuentran en un rectángulo de 10 km de largo en dirección norte-sur y 1 km de ancho en dirección este-oeste.: 93  El área cubierta es de aproximadamente 1,5 km².: 5 
Forman parte de la reserva nacional Los Flamencos.

## Historia
Luis Risopatrón las describe en su Diccionario Jeográfico de Chile de 1924:: 726 
Quelana (Aguada). 23° 26' 68° 06' Es de regular calidad, ofrece poca vega i. mucha leña i se encuentra en la orilla E del salar de Atacama, a corta distancia al S de la de Carvajal. 1, x, p. 248 i carta de Bertrand (1884); 98, ni, p. 155; 99, p.'27 i 113; 150, carta de Philippi (1860); i terrenos pantanosos en 155, p. 608; aguada Quélana en 150, p. 51; Quelena en 97, carta de Valdes (1886); Quila unu en 132; i Quelama en 98, carta de San Román (1892); i 156.